# Partito dei Diritti Civili
Il Partito dei Diritti Civili (in ceco: Strana Práv Občanů - SPO) è stato un partito politico ceco di orientamento socialdemocratico fondato nel 2009 dall'ex Primo ministro Miloš Zeman, già esponente del Partito Socialdemocratico Ceco.
Il partito si è presentato per la prima volta alle elezioni parlamentari del 2010, ottenendo il 4,3% dei voti senza conseguire alcun seggio.

## Risultati elettorali
| Elezione          | Voti    | %    | Seggi   |
| ----------------- | ------- | ---- | ------- |
| Parlamentari 2010 | 226.527 | 4,33 | 0 / 200 |
| Parlamentari 2013 | 75.113  | 1,51 | 0 / 200 |
| Parlamentari 2017 | 18.556  | 0,37 | 0 / 200 |